# Lycopodiella longipes
Lycopodiella longipes là một loài thực vật có mạch trong Họ Thạch tùng. Loài này được (Hook. & Grev.) Holub mô tả khoa học đầu tiên năm 1991.